# Villeneuve-sur-Verberie
Villeneuve-sur-Verberie és un municipi francès, situat al departament de l'Oise i a la regió dels Alts de França. L'any 2007 tenia 688 habitants.

## Demografia

### Població
El 2007 la població de fet de Villeneuve-sur-Verberie era de 688 persones. Hi havia 227 famílies de les quals 28 eren unipersonals (24 homes vivint sols i 4 dones vivint soles), 53 parelles sense fills, 134 parelles amb fills i 12 famílies monoparentals amb fills.
La població ha evolucionat segons el següent gràfic:
Habitants censats

### Habitatges
El 2007 hi havia 250 habitatges, 228 eren l'habitatge principal de la família, 10 eren segones residències i 12 estaven desocupats. 237 eren cases i 12 eren apartaments. Dels 228 habitatges principals, 180 estaven ocupats pels seus propietaris, 43 estaven llogats i ocupats pels llogaters i 5 estaven cedits a títol gratuït; 2 tenien una cambra, 5 en tenien dues, 28 en tenien tres, 59 en tenien quatre i 133 en tenien cinc o més. 176 habitatges disposaven pel capbaix d'una plaça de pàrquing. A 71 habitatges hi havia un automòbil i a 142 n'hi havia dos o més.

### Piràmide de població
La piràmide de població per edats i sexe el 2009 era:
| Homes | Edats   | Dones |
| ----- | ------- | ----- |
| 0     | 95 o +  | 0     |
| 0     | 90 a 94 | 4     |
| 0     | 85 a 89 | 4     |
| 0     | 80 a 84 | 0     |
| 16    | 75 a 79 | 16    |
| 4     | 70 a 74 | 0     |
| 4     | 65 a 69 | 8     |
| 8     | 60 a 64 | 12    |
| 8     | 55 a 59 | 8     |
| 40    | 50 a 54 | 24    |
| 36    | 45 a 49 | 24    |
| 36    | 40 a 44 | 32    |
| 20    | 35 a 39 | 24    |
| 24    | 30 a 34 | 32    |
| 12    | 25 a 29 | 8     |
| 16    | 20 a 24 | 8     |
| 16    | 15 a 19 | 12    |
| 40    | 10 a 14 | 16    |
| 36    | 5 a 9   | 32    |
| 28    | 0 a 4   | 8     |

## Economia
El 2007 la població en edat de treballar era de 467 persones, 372 eren actives i 95 eren inactives. De les 372 persones actives 342 estaven ocupades (191 homes i 151 dones) i 30 estaven aturades (15 homes i 15 dones). De les 95 persones inactives 26 estaven jubilades, 33 estaven estudiant i 36 estaven classificades com a «altres inactius».

### Ingressos
El 2009 a Villeneuve-sur-Verberie hi havia 222 unitats fiscals que integraven 663,5 persones, la mediana anual d'ingressos fiscals per persona era de 22.676 €.

### Activitats econòmiques
Dels 24 establiments que hi havia el 2007, 1 era d'una empresa extractiva, 1 d'una empresa alimentària, 1 d'una empresa de fabricació d'altres productes industrials, 3 d'empreses de construcció, 6 d'empreses de comerç i reparació d'automòbils, 1 d'una empresa de transport, 3 d'empreses d'hostatgeria i restauració, 1 d'una empresa d'informació i comunicació, 2 d'empreses immobiliàries, 3 d'empreses de serveis i 2 d'empreses classificades com a «altres activitats de serveis».
Dels 5 establiments de servei als particulars que hi havia el 2009, 1 era un taller de reparació d'automòbils i de material agrícola, 1 paleta, 2 fusteries i 1 restaurant.
L'únic establiment comercial que hi havia el 2009 era una fleca.
L'any 2000 a Villeneuve-sur-Verberie hi havia 7 explotacions agrícoles.

## Equipaments sanitaris i escolars
El 2009 hi havia una escola elemental integrada dins d'un grup escolar amb les comunes properes formant una escola dispersa.

## Poblacions més properes
El següent diagrama mostra les poblacions més properes.